# Roussines (Charente)
Roussines è un comune francese di 304 abitanti situato nel dipartimento della Charente, nella regione della Nuova Aquitania.

## Società

### Evoluzione demografica
Abitanti censiti